# 이영 (1889년)
이영(李英, 1889년 4월 1일 ~ 1960년 8월 13일)은 일제강점기의 사회운동가 겸 공산주의 독립운동가이며 조선민주주의인민공화국의 정치인이다. 본관은 수안(遂安)이다.

## 이력

### 청년 시절과 중년 시절
조선 함경도 북청군 북청면 나하대리에서 출생하였고 지난날 한때 함경도 함흥에서 잠시 유아기를 보낸 적이 있는 그는 1912년 중화민국 장쑤 성 상하이에서 독립운동을 하다가 1913년 중화민국 장쑤 성 난징 난카이 실업학교에 입학했지만 1914년 중퇴하였다. 이후 1914년 조선 고국에 귀국하여 1919년 함경남도 북청에서 3·1운동에 참가하였지만 곧 체포되어 경성에서 수감되었고 이후 1920년에 만기출감하였다. 이후 1921년 서울청년회 초급행정위원을 지냈고, 이후 1925년 조선공산당이 조직될 때는 "화요회"와 대립하면서 조선공산당에 참여하지 않았으며, 1928년 "상해파"와 함께 따로 당을 결성하려다가 일제 경찰에 체포되어 4년간 형무소 수감이 되었으며 1932년에 만기출감을 하였다.

### 조선 광복과 그 이후
광복 후 조선인민공화국 중앙인민위원회 기획부(부장: 정백) 차장을 지내다가 그만두고 1946년 12월에 월북을 한 그는 1948년 4월 대한민국 ·조선민주주의인민공화국 양측 정당 관련 사회단체대표자연석회의에 근로인민당 대표최고위원 직위로 참가하였다. 이후 1948년 9월 9일, 조선민주주의인민공화국이 창건될 때 북조선 최고인민회의 부의장 직위에 선출되었다. 3년간의 한국전이 끝난 후 1953년 12월 1일을 기하여 북조선 최고인민회의 의장직을 맡았으며, 1957년 9월 9일을 기하여 조국통일민주주의전선 의장단 대표최고위원 직위로 활동하였다. 사후 북조선 애국열사릉에 안장되었다.